# 达万铁路
达万铁路是中国大陆一条连接四川省达州市与重庆市万州区的铁路，全长157.9公里，单线电气化，由成都铁路局运营。

## 概况
达万铁路1997年开始建设，由铁道部、四川省、重庆市共同出资兴建，起于达州市，经开江县、梁平县至万州。线路于2002年10月23日正式通车，2004年11月1日开通客运。2010年10月30日达万铁路电气化改造完成。达万铁路在万州连接宜万铁路成为另一条重要出川铁路通道。